# Pericrocotus ethologus
Pericrocotus ethologus е вид птица от семейство Campephagidae.

## Разпространение
Видът е разпространен в Афганистан, Бангладеш, Бутан, Виетнам, Индия, Китай, Лаос, Мианмар, Непал, Пакистан и Тайланд.